# Parandanus cruciatus
Parandanus cruciatus är en insektsart som beskrevs av Rauno E. Linnavuori och Delong 1979. Parandanus cruciatus ingår i släktet Parandanus och familjen dvärgstritar. Inga underarter finns listade i Catalogue of Life.